# غريت شلفرد (كامبريدجشير)
غريت شلفرد (بالإنجليزية: Great Shelford)‏ هي قرية و أبرشية مدنية تقع في المملكة المتحدة في إنجلترا. يقدر عدد سكانها بـ 3,949 نسمة .